# Capitole des États-Unis
Pour les articles homonymes, voir Capitol et Capitole (homonymie).
Ne pas confondre avec les capitoles des États-Unis, bâtiments officiels de chaque État des États-Unis.
Le Capitole des États-Unis (en anglais : United States Capitol) est le bâtiment qui sert de siège au Congrès, le pouvoir législatif des États-Unis. Il est situé dans la capitale fédérale, Washington, D.C. La construction de style néoclassique commence en 1793 et s'achève en 1812. Il est constitué d'un dôme et de deux ailes. L’aile nord est le siège du Sénat et l’aile sud est celle de la Chambre des représentants.
Le bâtiment est dessiné à l'origine par William Thornton. Ses plans furent ensuite modifiés par Benjamin Henry Latrobe puis par Charles Bulfinch. Le dôme actuel et les ailes de la Chambre et du Sénat furent dessinés par Thomas U. Walter et August Schoenborn (en), un immigrant allemand, puis achevés sous la direction d'Edward Clark.
Le Capitole comporte un système de transport intégré, inauguré en 1909 : le métro du Capitole. Il consiste en trois lignes et six stations et permet de relier les différentes salles.
Le 6 janvier 2021, le Capitole est pris d'assaut par les partisans de Donald Trump, battu lors des élections présidentielles américaines.

## Histoire

### Les précédentes capitales
Plusieurs villes ont servi de capitale aux États-Unis avant que celle-ci ne se fixe à Washington. Au moins huit bâtiments différents ont abrité le siège du pouvoir législatif pendant la guerre d’indépendance américaine (1775-1783) et les premières années de la République.
La ville de Philadelphie a d’abord joué le rôle de capitale et de lieu de réunion du Congrès. Les représentants des 13 colonies révoltées contre Londres ont tenu leur première réunion au Carpenters' Hall en 1774. L’année suivante, le Second Congrès continental se déroula également à Philadelphie : c’est au cours de l’une de ses séances que fut signée la Déclaration d'indépendance (1776) et votée la Constitution américaine (1787) dans l’Independence Hall. Cependant, à la suite de la défaite américaine de Brandywine en 1777 et de la prise de Philadelphie par les armées anglaises, le Congrès dut quitter la ville. Le Congrès continental s'installa à New York en 1785 et siégea au Federal Hall ; mais, sous la pression de Thomas Jefferson, il déménagea de nouveau à Philadelphie en 1790, qui fit donc office pendant dix ans de capitale provisoire des États-Unis, pendant que Washington était en chantier. Les assemblées législatives se tenaient alors au Congress Hall où fut élaborée en 1790, la Déclaration des droits, c'est-à-dire les dix premiers amendements à la Constitution américaine.

### Construction

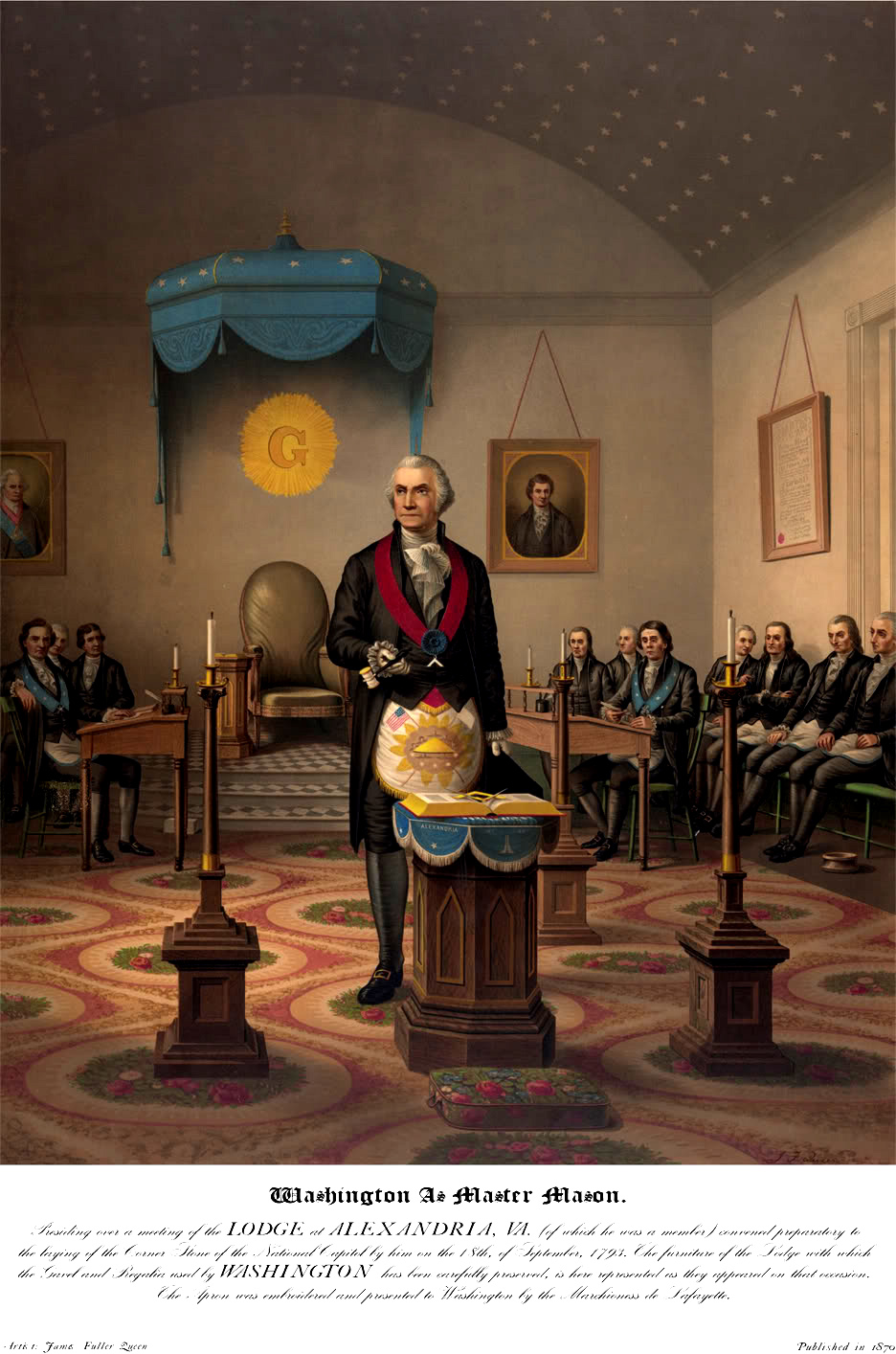
George Washington, vénérable maître de loge Alexandria, lors de la tenue du 18 septembre 1793 au cours de laquelle il pose la première pierre du Capitole des États-Unis.

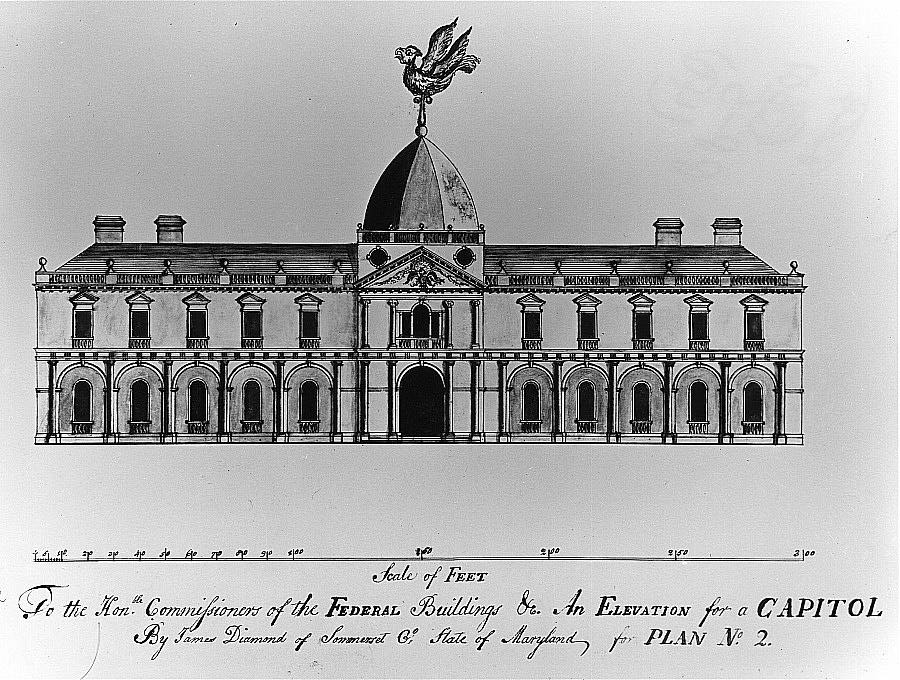
James Diamond, projet pour le Capitole de Washington, 1792.

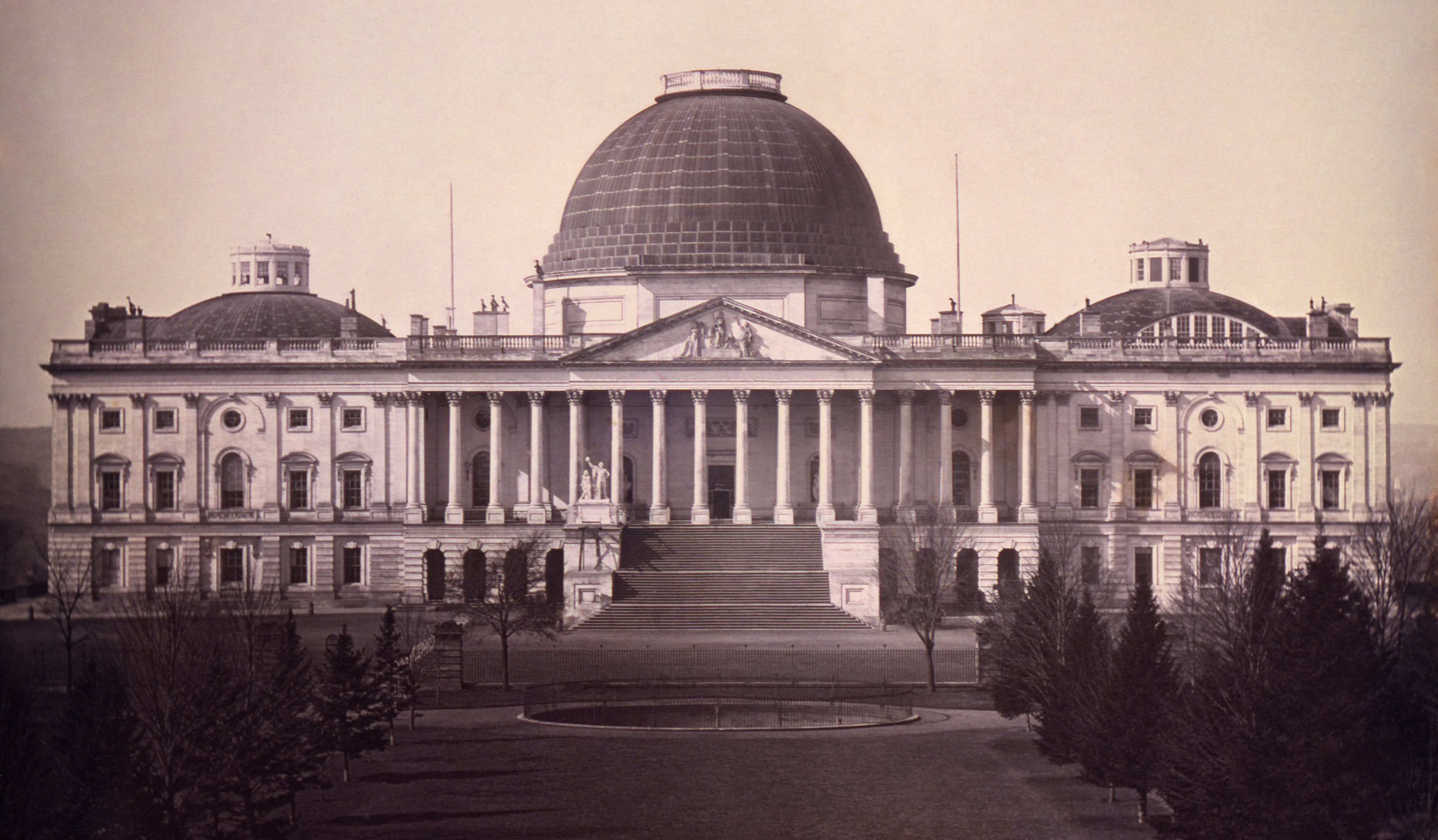
Le Capitole en 1846.

Ce site choisi par l'ingénieur français Pierre Charles L'Enfant pour construire le Capitole était Jenkins Hill, une colline surplombant de 27 mètres le Potomac, situé à un mile (soit 1,6 km) de la Maison-Blanche, le siège du pouvoir exécutif. L'Enfant avait prévu que le bâtiment se trouve à l'est de la Pennsylvania Avenue. Mais devant le refus de l'ingénieur français de donner les plans de l'édifice et de se soumettre à l'autorité des commissaires nommés par George Washington, ce dernier fut révoqué. Les pierres qui devaient être utilisées pour les fondations et les murs extérieurs du Capitole provenaient de Wigginton Island et des rives du Aquia Creek en Virginie,.
Un concours d’architecture fut lancé en mars 1792 pour réaliser les plans du Congrès et de la maison du président. Les concurrents avaient jusqu’au 15 juillet 1792 pour déposer leurs projets et recevaient une récompense de 500 dollars ainsi qu'une parcelle de terrain dans la ville,. Parmi les participants, Étienne Sulpice Hallet semblait l’un des plus satisfaisants,. Mais un médecin et architecte amateur, William Thornton, soutenu par le président George Washington et le Secrétaire d’État Thomas Jefferson, proposa ses plans en octobre 1792. Les plans de Thornton s’inspiraient de la grande colonnade du Louvre et du Panthéon de Rome. Son projet reçut l’approbation de George Washington dans une lettre datée du 5 avril 1793,. Jefferson soumit les plans à une commission dont fit partie Hallet et James Hoban, afin de les améliorer et d’en limiter le coût.
Le président George Washington posa la première pierre de l’édifice au cours d’une cérémonie le 18 septembre 1793, habillé en costume maçonnique,. Cette pierre se trouverait près de l’Old Supreme Court, dans un passage de l’United States Senate Gallery. En réalité, il n’est pas certain qu’elle soit la pierre originale : elle est gravée de symboles maçonniques et fut commandée en 1893.
Les travaux de construction du capitole furent entrepris par Hallet et placés sous la supervision de James Hoban, qui s’occupait également de l’édification de la Maison-Blanche. Hallet modifia les plans de Thornton pour la façade orientale et créa une cour centrale de forme carrée, flanquée de deux ailes destinées à accueillir les assemblées législatives. Cependant, Hallet fut remercié par Thomas Jefferson le 15 novembre 1794. L’architecte George Hadfield le remplaça à la tête du chantier le 15 octobre 1795 ; mais ce dernier préféra démissionner trois ans plus tard parce qu’il n’était pas satisfait du plan de Thornton et de l’avancement des travaux.
L’aile du Sénat fut achevée en 1800, celle de la Chambre des Représentants ne fut terminée qu’en 1811. La première session du Congrès des États-Unis fut tenue le 17 novembre 1800 et la construction accueillait alors la Cour suprême, la bibliothèque du Congrès et les cours de justice du District de Columbia.
Peu après la fin de la construction, le Capitole fut presque entièrement brûlé le 24 août 1814 par les Britanniques durant la guerre de 1812 : une averse orageuse permit l'extinction de l'incendie. Sa reconstruction débuta en 1815 et dura près de quatre années. Cette période de la première moitié du XIXe siècle fut marquée par deux grands noms de l’architecture américaine : Benjamin Latrobe (1764-1820), un ami de Thomas Jefferson, laissa son empreinte sur l’aménagement intérieur et l'aile Sud à partir de 1804, puis dans la reconstruction du bâtiment après son incendie ; Charles Bulfinch (1763-1844), son successeur entre 1818 et 1829, fut engagé par le président James Monroe pour édifier un péristyle en rotonde à hautes colonnes, surmonté d’un dôme au centre du bâtiment. Au début des années 1830, le Capitole mesurait 88 mètres de hauteur, 229 mètres de long et 107 mètres de large. Entre 1825 et 1835, le sculpteur italien Luigi Persico fut chargé de réaliser les allégories du fronton de la façade orientale (Le Génie de l'Amérique) et des niches encadrant l'entrée vers la rotonde du Capitole des États-Unis (La Guerre et La Paix). En 1837, l'État passa commande de deux groupes sculptés pour décorer l'escalier menant à cette entrée : La Découverte de l'Amérique, également réalisée par Persico, fut mise en place dès 1844, mais La Rescousse, sculptée par Horatio Greenough, ne fut installée qu'en 1853.

### Agrandissements

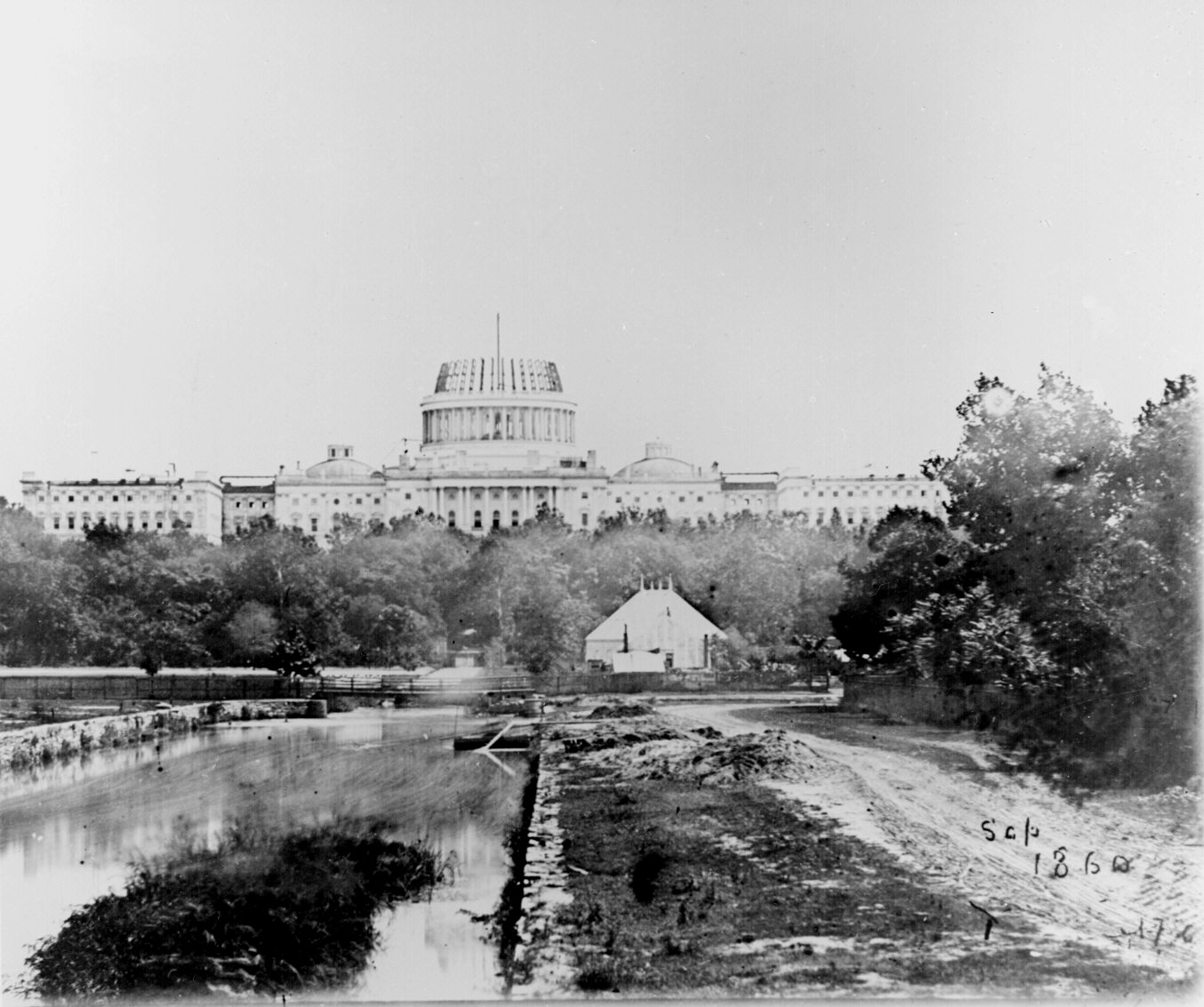
Le dôme en construction vers 1860.

Durant les années 1850, le bâtiment fut agrandi de manière significative par Thomas U. Walter assisté par Richard Morris Hunt (1827-1895). L'arrivée de nouveaux États au sein de l'Union entraînait en effet un accroissement du personnel politique. La première pierre du chantier fut posée le 4 juillet 1851, jour de la fête nationale, par le président Millard Fillmore. Walter décida d'utiliser du marbre blanc de l'île de Brač en Croatie pour élever les murs, plus résistant que le grès du bâtiment d'origine[réf. nécessaire]. L'architecte restaura également la bibliothèque du Congrès qui avait été détruite par un incendie en 1851.
De nombreux esclaves Afro-américains furent utilisés sur le chantier pour fabriquer les briques, poser les pierres et couper le bois nécessaire à la construction[réf. souhaitée].
Un nouveau dôme, surnommé la « pièce montée », fut élevé à partir de 1856 pour suivre les agrandissements du bâtiment. Sa structure réalisée en fonte, pesait alors trois fois le poids du premier dôme et avait un diamètre de 30 mètres supplémentaires.

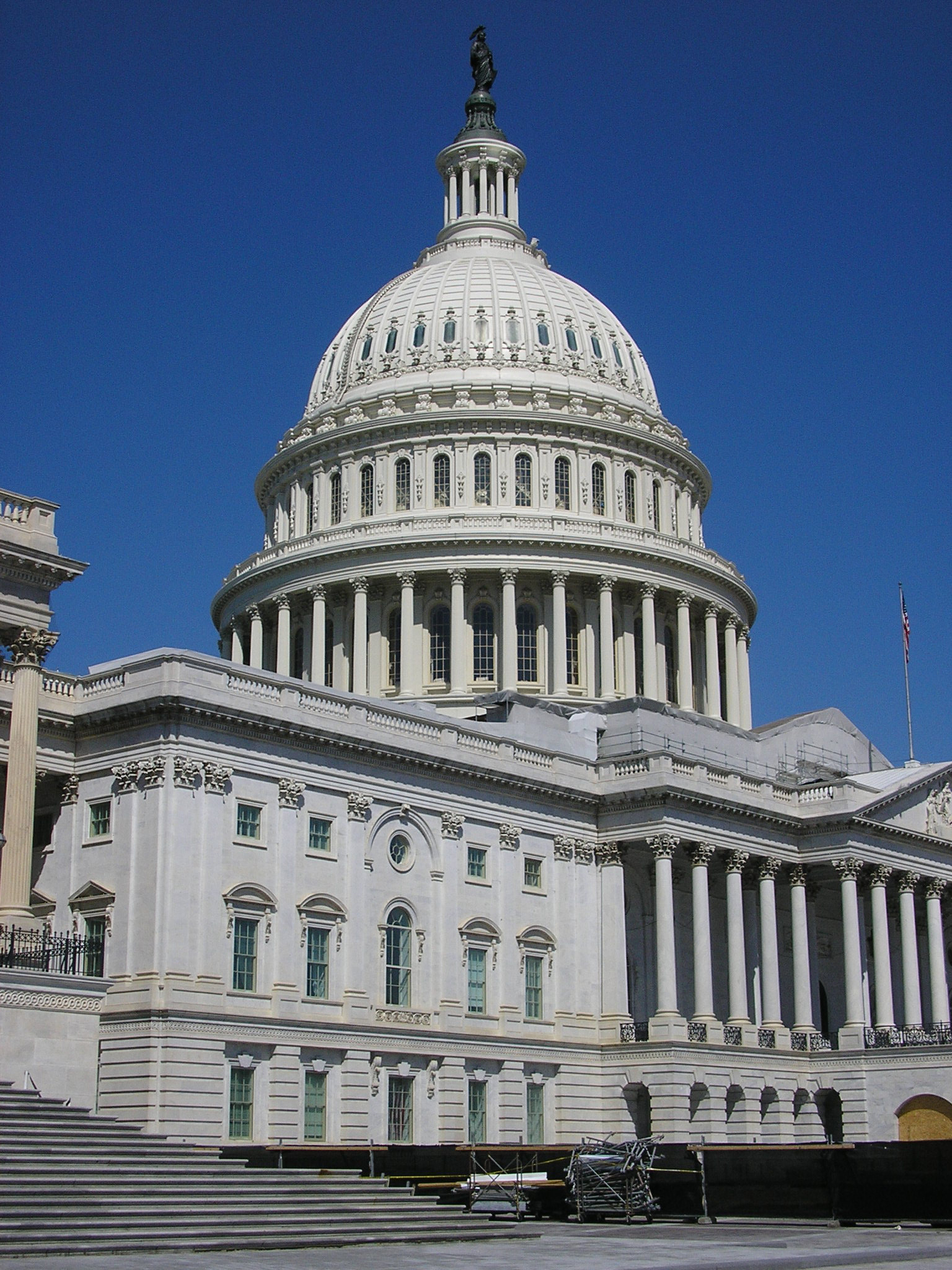
La façade Est, de nos jours.

Les représentants purent tenir leur première réunion le 16 décembre 1857 dans la nouvelle chambre ; les sénateurs durent attendre le 4 janvier 1859. Les travaux furent suspendus par la guerre de Sécession en 1861 et le Capitole servit de baraquement militaire, d'hôpital et même de boulangerie. Les travaux furent achevés en 1868 sous la direction d'Edward Clark.
Le dôme est surmonté depuis 1863 d’une statue en bronze de 5,94 mètres de haut et pesant 6,8 tonnes, représentant Libertas, une déesse romaine. L'éclairage électrique fut installé dans les années 1880. Les terrasses en marbre furent aménagées entre 1884 et 1891, ce qui permit d'agrandir le bâtiment d'une centaine de pièces supplémentaires. En 1898, le Capitole fut endommagé par une explosion due au gaz. La bibliothèque du Congrès déménagea ses rayonnages en 1901.

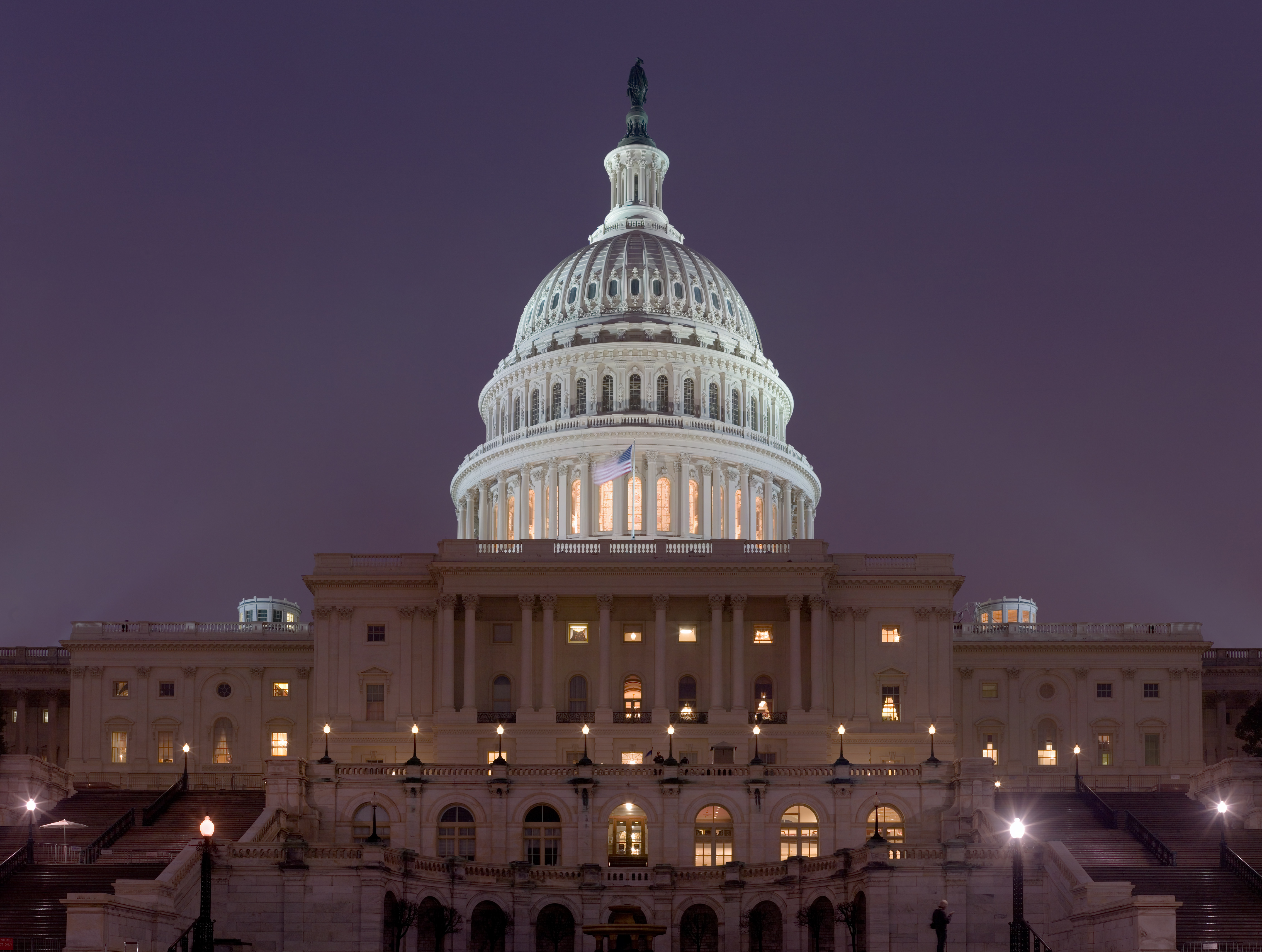
Le Capitole en 2006.

Lorsque le dôme fut terminé, il était beaucoup plus grand que prévu par le plan d’origine et alourdissait considérablement l’ensemble. Les colonnes du portique oriental, construit en 1828 semblaient alors disproportionnées et provoquaient un déséquilibre dans l’harmonie du bâtiment. C’est pourquoi cette partie fut reconstruite en 1904, suivant les plans des architectes Carrère and Hastings (en). En 1935, la Cour suprême quittait à son tour le Capitole pour emménager dans son propre bâtiment situé derrière la façade Est.
Une reproduction en marbre de la façade est ajoutée pour la surélever d’environ 10 mètres de hauteur (1958-1962). Pendant ces travaux dirigés par J. George Stewart et George M. White, les colonnes de style corinthien furent enlevées et transférées dans le parc du National Arboretum par le paysager Russell Page : déposées près d’un bassin, elles se reflètent dans l’eau et évoquent pour certains visiteurs les ruines de Persépolis. Le fronton en grès de Persico pour la façade orientale fut déposé et remplacé par une réplique en marbre, de même que les statues des niches. Les deux groupes de l'escalier ne furent quant à eux pas remplacés, en raison de leur message suprémaciste anti-amérindien. En 1973, la Chambre des représentants fut équipée pour le vote électronique. Enfin la façade occidentale est rénovée entre 1983 et 1987.

### Aménagements récents

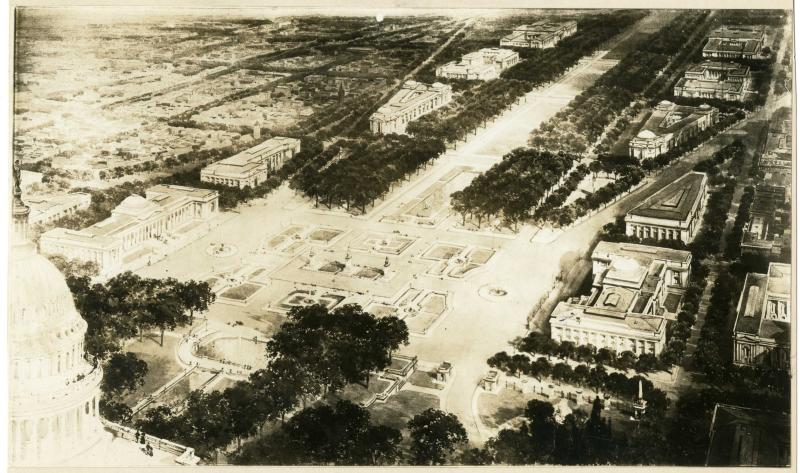
Proposition illustrée de construction et verdissement pour la ville de Washington.

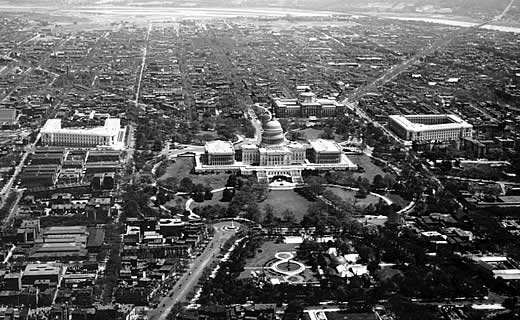
Le Capitole en 1923.

Au XXe siècle, un réseau de tunnels fut conçu pour relier le Capitole aux différents bureaux et annexes situés dans les quartiers proches ; modernisé et agrandi à plusieurs reprises, il compte en 2017 trois lignes de métro automatique léger. En 2000 commencèrent les travaux du centre d’informations touristiques sous le Capitole (Capitol Visitor Center) qui a ouvert ses portes fin 2008. Depuis 2001, la façade Est où a lieu la prestation de serment et l'entrée en fonction du président américain depuis Ronald Reagan, a été choisie pour la construction de ce complexe souterrain, qui doit faciliter l’entrée des visiteurs. Des salles d’exposition et des restaurants sont également prévus. Avant, les visiteurs faisaient la queue sur le parking et dans les escaliers ; ils passaient ensuite par un narthex étroit et par les Columbus Doors, avant d’arriver dans la rotonde.
En 2007, la Chambre des représentants a voté un ensemble de mesures visant à faire du Capitole un bâtiment « vert » : installation de panneaux solaires sur le toit du Rayburn Building, remplacement de 30 000 ampoules, ouverture d'une pompe à éthanol, substitution du gaz naturel au charbon dans la centrale à vapeur assurant le chauffage et la climatisation. Il y a aussi un petit train électromagnétique qui relie entre eux les différents bâtiments.

## Extérieurs

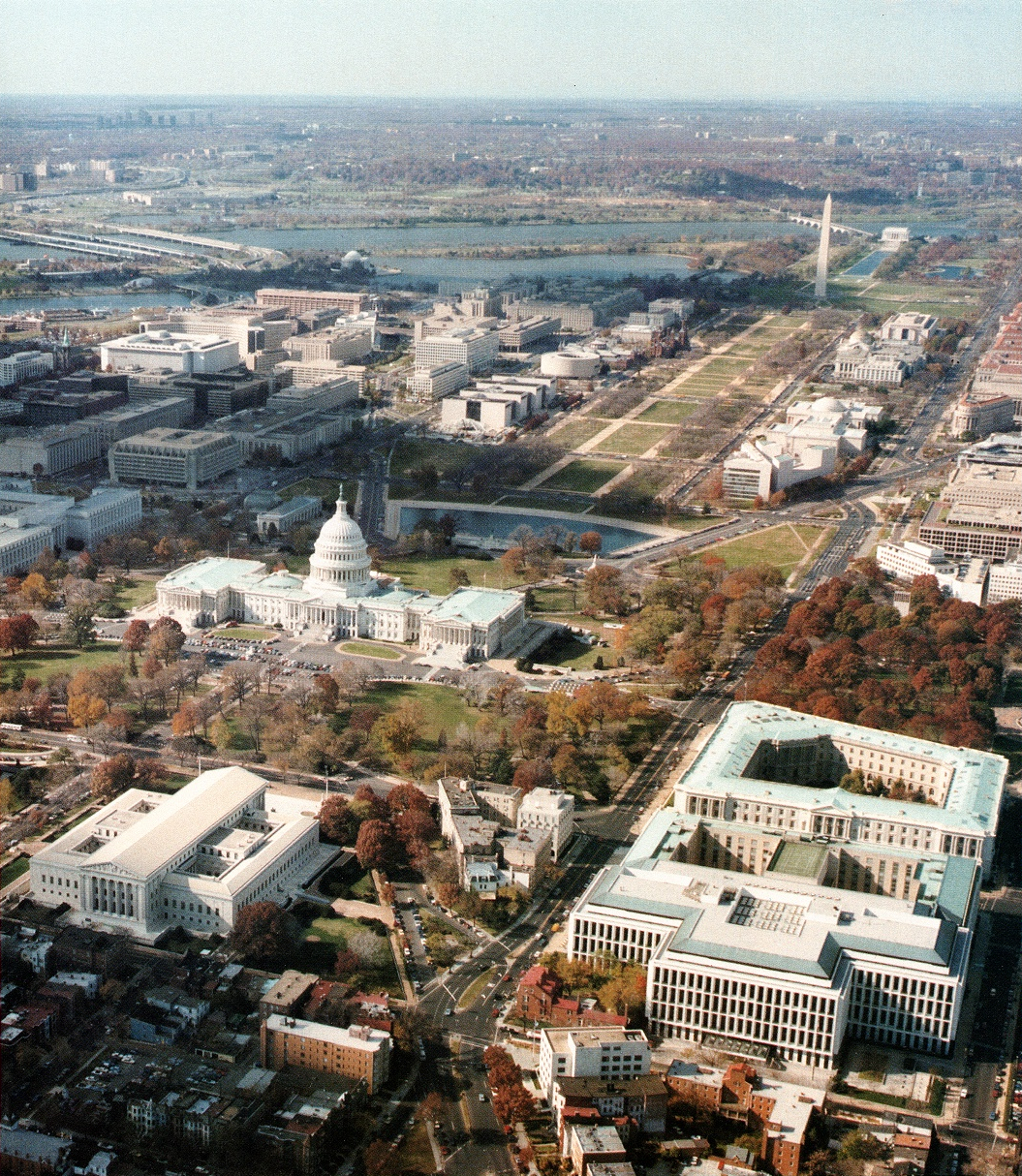
Vue depuis l'est de l'axe avec le Capitole, le National Mall, le Washington Monument et le Lincoln Memorial. Au centre, à droite, partant en biais, la Pennsylvania Avenue, reliant le Capitole à la Maison-Blanche. Au premier plan à gauche, le bâtiment de la Cour suprême des États-Unis.

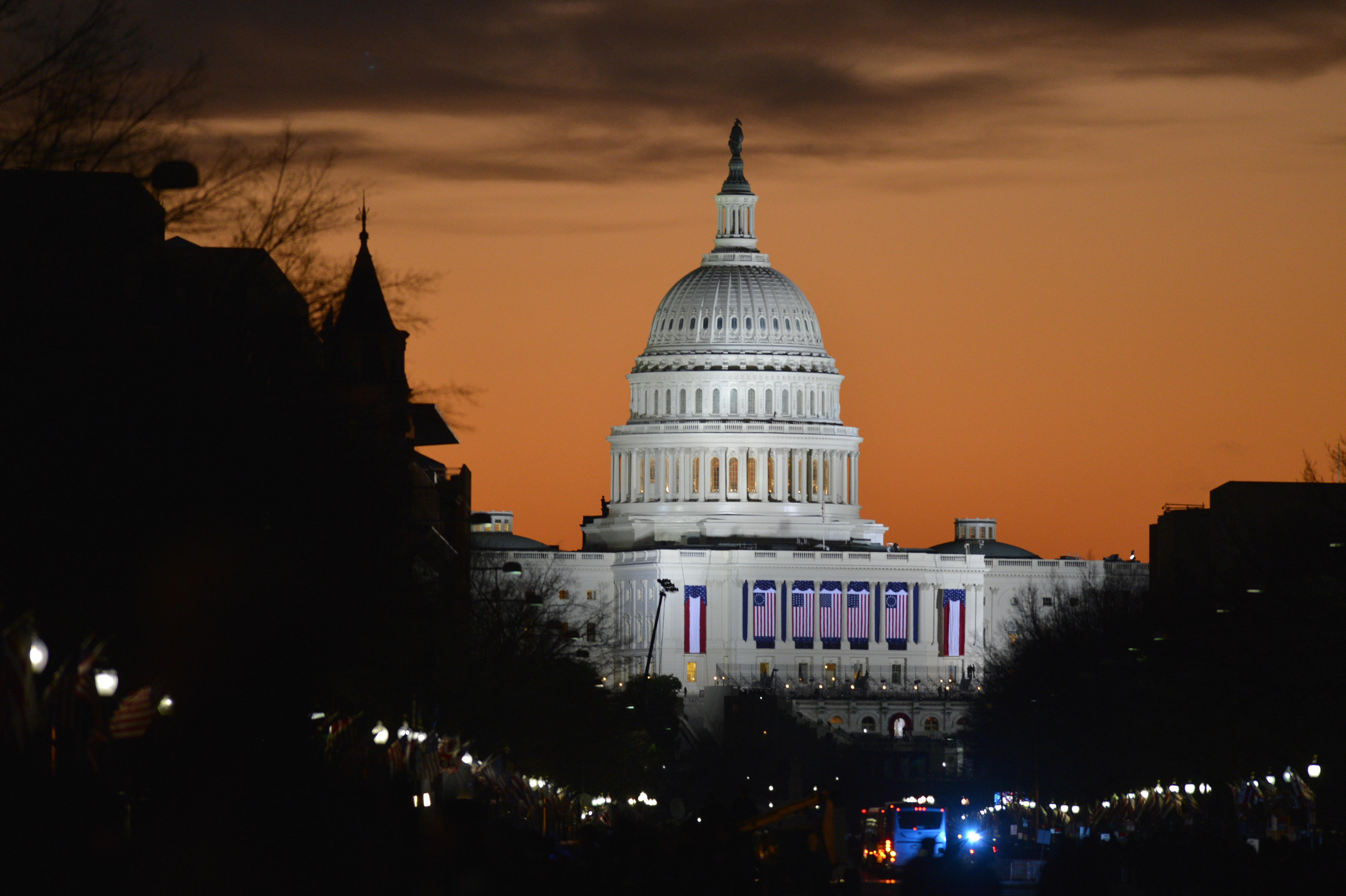
Le Capitole en 2013.

### Le dôme
Le péristyle en rotonde à hautes colonnes, est surmonté d’un dôme qui est la partie la plus emblématique et la plus connue du Capitole. Construit entre 1855 et 1866, ce dôme est l'œuvre de l'architecte Thomas U. Walter qui s'inspira du Panthéon de Paris,. Ses dimensions sont impressionnantes : une hauteur de 87 mètres, un diamètre de 29 mètres. Son édification exigea environ 4 041 200 kg de fonte et coûta 1 047 291 $.
Cette rotonde est rythmée par 108 fenêtres sur trois niveaux (36 au niveau du péristyle, 36 au deuxième étage et 36 au niveau du dôme).
Le dôme est surmonté, depuis 1863, de la statue de la Liberté, une statue de bronze conçue par Thomas Crawford.

### Le parc
L’actuel parc du Capitole (Capitol Grounds, 110 hectares) a été dessiné à la fin du XIXe siècle par l’architecte paysager Frederick Law Olmsted, à qui l’on doit aussi le Central Park de New York. En 1875, il fit aménager les terrasses en marbre situées au nord, au sud et à l’ouest du bâtiment. Il conçut également les plans du pavillon d’été (Summer House) en brique, édifiée de 1879 à 1881 et qui se trouve au nord du Capitole. Il se compose de trois arches qui s’ouvrent sur une structure hexagonale dotée d’une fontaine et de 22 sièges en briques. Une quatrième ouverture consiste en une petite fenêtre qui donne sur une grotte artificielle. Ce pavillon avait été aménagé pour répondre aux plaintes des visiteurs qui n’avaient pas de place où se reposer ni d’eau pour leurs chevaux. Aujourd’hui, une fontaine moderne remplace celle du XIXe siècle et fournit de l’eau potable. Olmsted avait prévu d’élever un autre pavillon au sud, mais le Congrès s’opposa à ce projet qui ne vit pas le jour.

### Les drapeaux

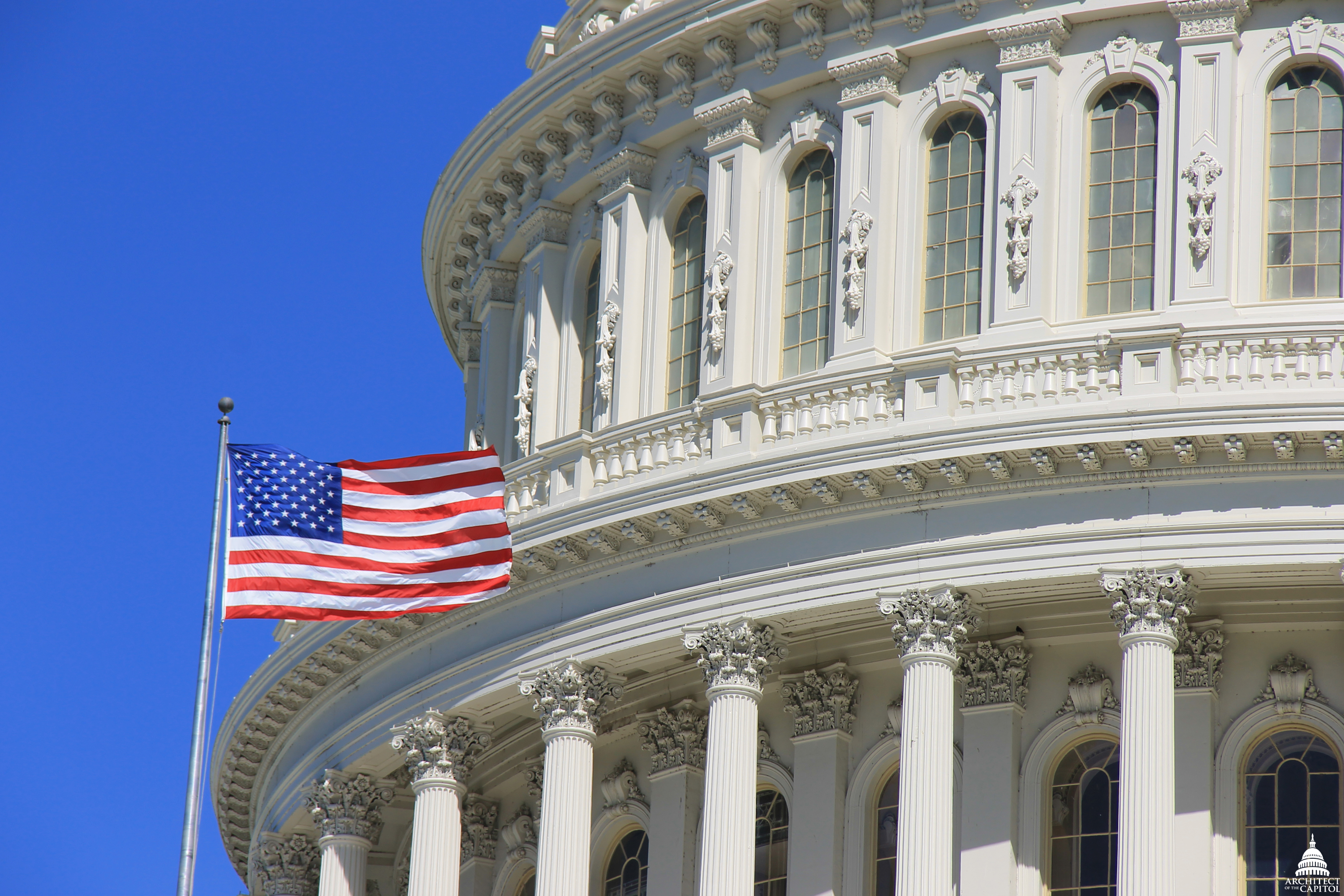
Drapeau flottant devant le Capitole.

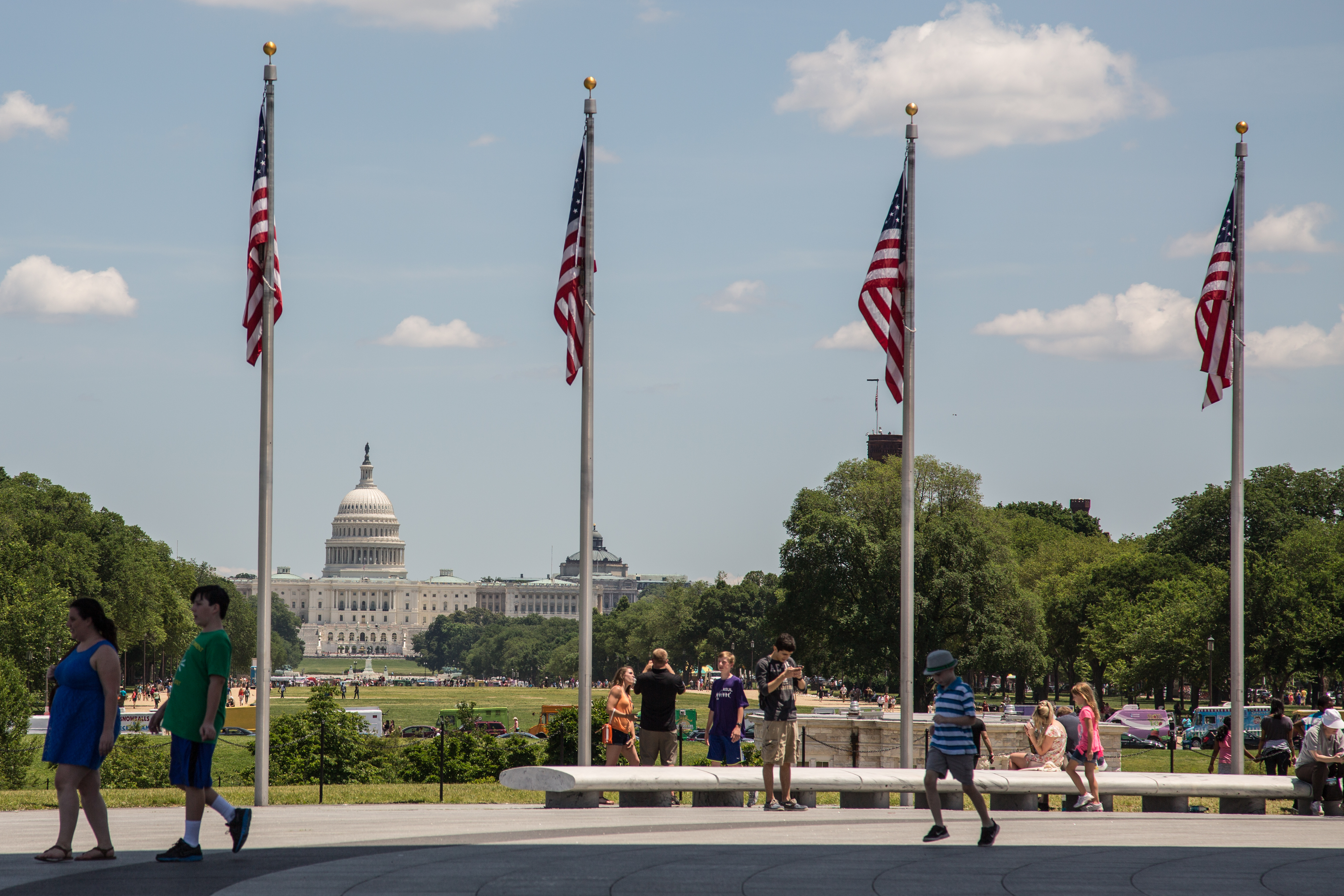
Drapeaux sur le National Mall.

On peut voir jusqu’à quatre drapeaux des États-Unis sur le Capitole. Deux mâts sont installés à la base du dôme sur les façades orientale et occidentale. Les drapeaux y flottent en permanence depuis la Première Guerre mondiale. Les deux autres mâts sont situés au-dessus des ailes Nord et Sud : les drapeaux y sont hissés lorsque les assemblées siègent en session. Celui de la Chambre des Représentants est levé et baissé par un messager de la Chambre (United States House of Representatives Page). Enfin, les membres du Congrès peuvent demander que le drapeau américain soit hissé pour commémorer divers événements familiaux ou personnels. Le drapeau apparaît alors sur l’un des mâts secondaires situés à l’ouest du dôme et qui sont invisibles depuis le sol.

## Intérieur

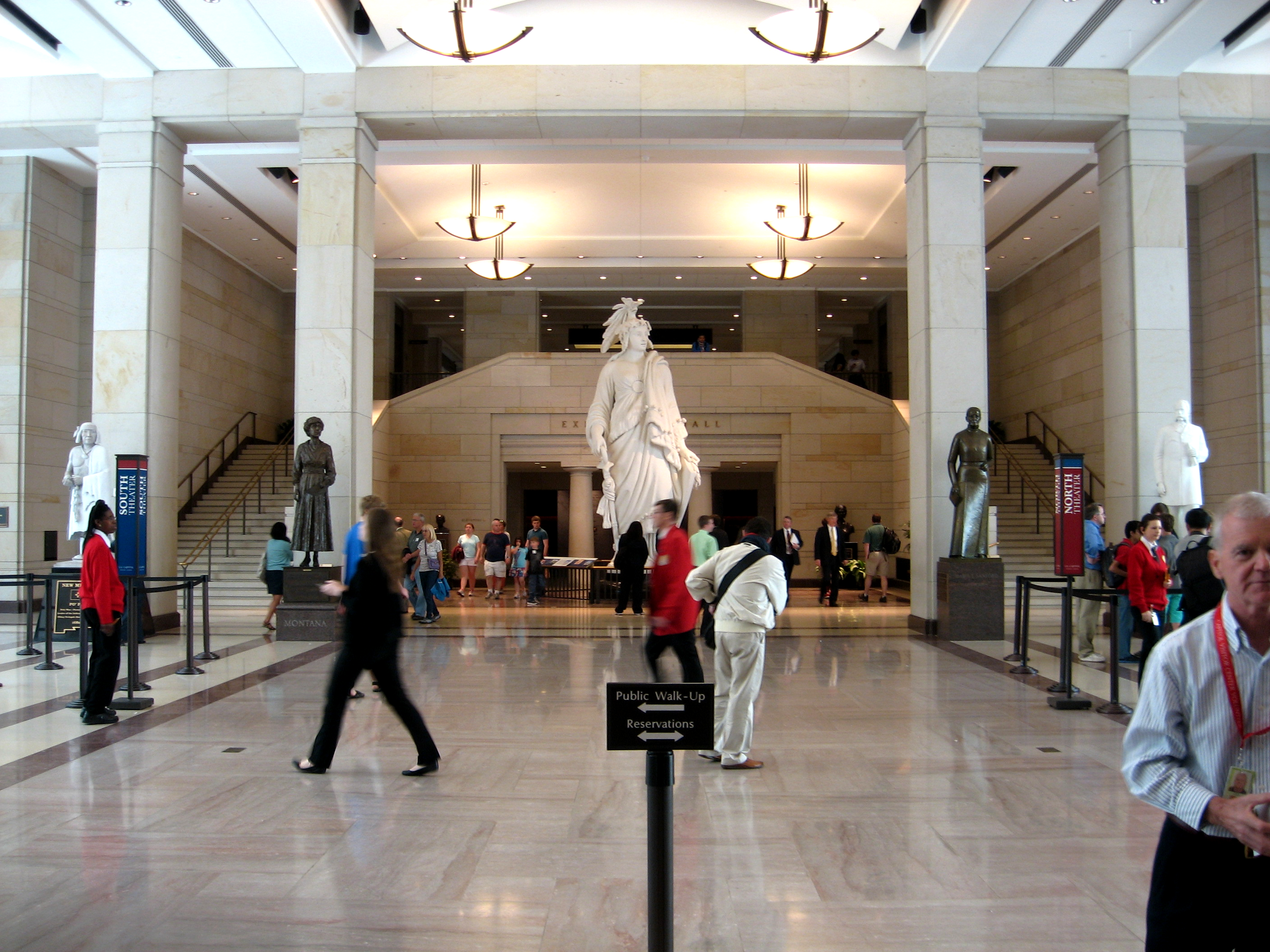
Vue du grand hall du Capitole, devant la statue.

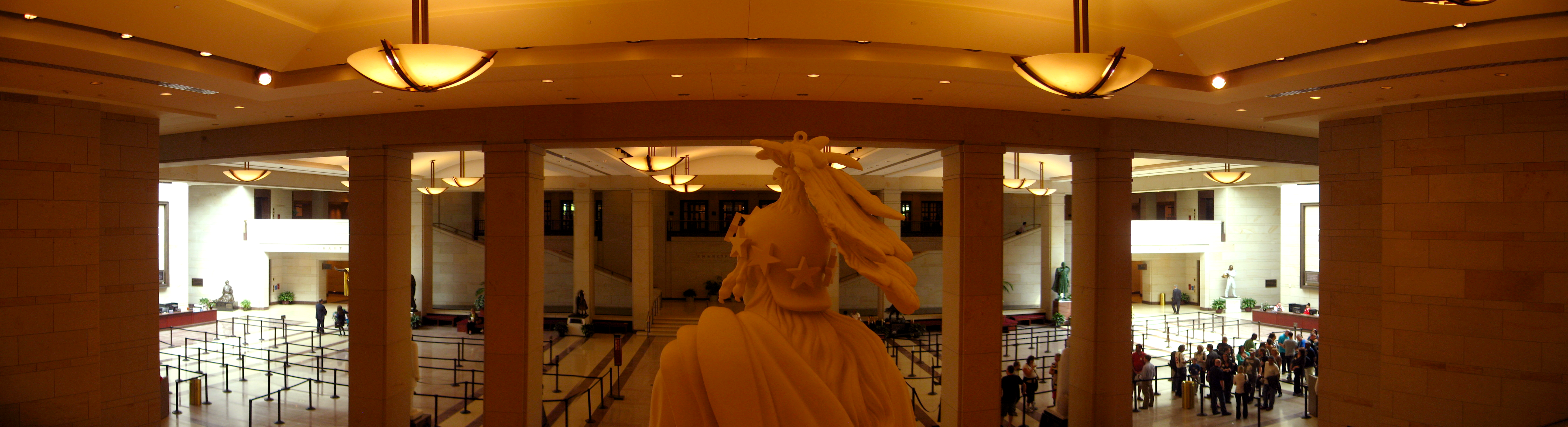
Vue du même hall, derrière la statue.

### House Chamber

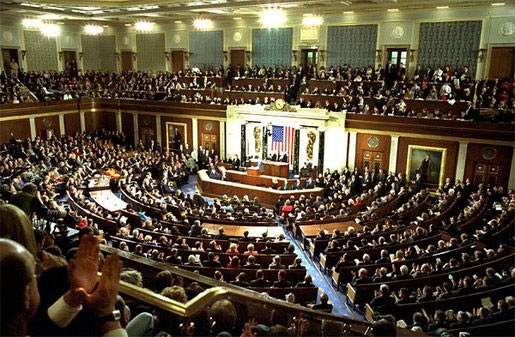
Le président George W. Bush prononçant son discours sur l'état de l'Union le 28 janvier 2003 devant le Congrès des États-Unis dans la salle des séances de la Chambre des représentants.

La salle des séances de la Chambre des représentants compte 448 sièges permanents. Contrairement aux sénateurs, les représentants n'ont pas de places spécifiquement attribuées.
La salle est ornée de 23 portraits en relief des plus célèbres législateurs à travers l'histoire. De tous ces portraits, celui de Moïse est seul sculpté à partir d'une vue de face et est situé en face de l'estrade, où le président de la Chambre siège cérémonieusement.
Ces 23 portraits sont :
- George Mason
- Robert-Joseph Pothier
- Jean-Baptiste Colbert
- Le roi Édouard Ier d'Angleterre
- Le roi Alphonse X de Castille
- Le pape Grégoire IX
- Saint Louis
- L'empereur Justinien Ier
- Tribonien
- Lycurgue
- Hammurabi
- Moïse
- Solon
- Papinien
- Gaïus
- Maïmonide
- Le sultan Soliman le Magnifique
- Le pape Innocent III
- Simon V de Montfort
- Hugo Grotius
- Sir William Blackstone
- L'empereur Napoléon Ier
- Thomas Jefferson

### Senate Chamber

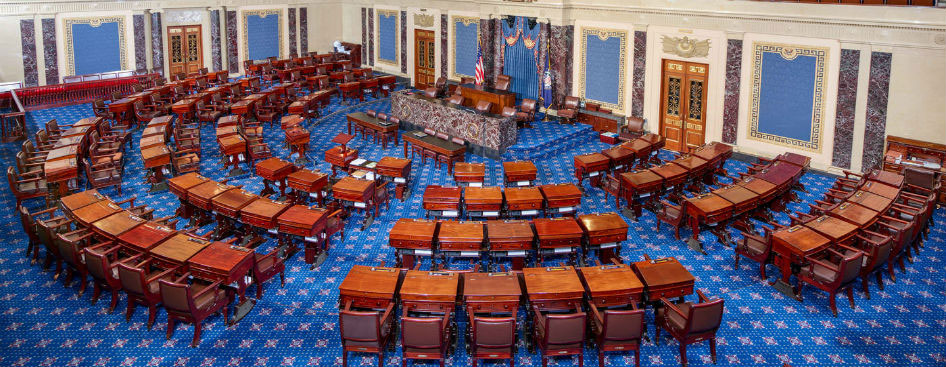
Senate Chamber.

L'actuelle salle des séances du sénat a été inaugurée en 1859. Elle est ornée de bustes de marbre blanc représentant les vice-présidents des États-Unis, qui ont présidé cette chambre.

### Old Senate Chamber

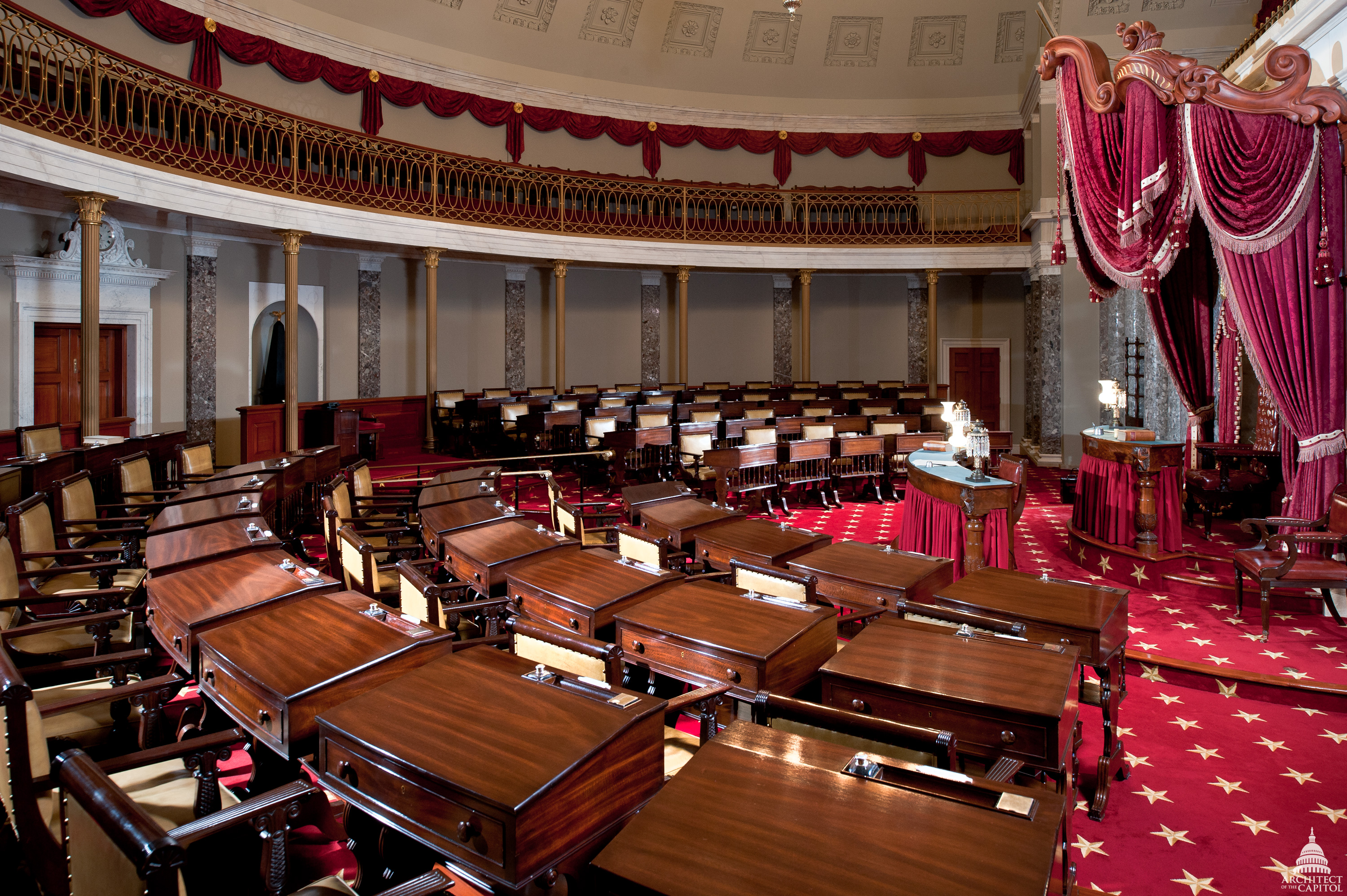
The Old Senate Chamber.

L'ancienne chambre du Sénat (Old Senate Chamber en anglais) se trouve au nord de la rotonde. Achevée en 1819, elle a d'abord accueilli les séances du Sénat jusqu'en 1859, mais est dès lors devenue trop petite, chaque État étant représenté par 2 sénateurs au Congrès, et l'Union s'élargissant. La salle a ensuite accueilli les réunions de la Cour suprême jusqu'en 1935. Elle est restaurée en 1976 pour le bicentenaire de la déclaration d'indépendance des États-Unis.
Son plan semi-circulaire mesure de 22,8 mètres long pour 15,2 mètres de large. Deux tribunes sont aménagées pour le public. Le mur situé à l'est comporte huit colonnes ioniques en marbre inspirées de l'Érechthéion d'Athènes. Un portrait de George Washington, peint par Rembrandt Peale le décore. Le fond en demi-cercle est soutenu par douze colonnes de style corinthien en fonte. La pièce est dominée par les couleurs cramoisi et or. Le plafond blanc est décoré par des moulures et la lumière se diffuse à partir d'une fenêtre semi-circulaire. Un chandelier fabriqué par Cornelius and Company assurait autrefois un appoint lumineux.
Le vice-président des États-Unis s'asseyait sur une estrade au centre de la pièce pour présider les séances du Sénat. Devant lui, mais sur un gradin inférieur se tenaient le secrétaire du Sénat et le greffier en chef. Cette partie de la pièce est surmontée d'un grand baldaquin orné d'un grand aigle doré. Les sénateurs siégeaient en face de l'estrade sur chacun des 64 bureaux en demi-cercle. La plupart du mobilier original a été transféré dans la nouvelle assemblée. Juste derrière la dernière rangée de bureaux se trouve une cloison qui sépare l'assemblée d'une pièce réservée aux visiteurs invités par un sénateur.

### Old Supreme Court Chamber

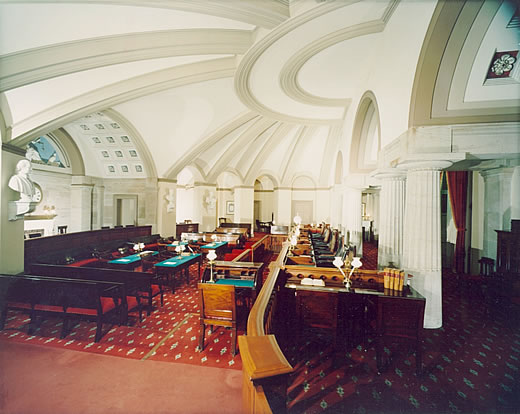
The Old Supreme Court Chamber.

L'ancienne chambre de la Cour suprême (The Old Supreme Court Chamber), dessinée par Benjamin Henry Latrobe, se distingue par son plafond en demi-cercle et voûté. Elle abrita la Cour suprême de 1819 à 1859. Elle mesure 23 mètres de large pour 15 mètres de profondeur. Le mur occidental est doté d'une cheminée surmontée d'une horloge datant de 1837. Au-dessus se trouve un bas-relief en plâtre sculpté par Carlo Franzoni en 1817 et figurant une allégorie de la Justice. La pièce, restaurée dans son état du milieu du XIXe siècle, contient les neuf bureaux des juges de la Cour suprême, qui y siégea de 1819 à 1935.

### Arts

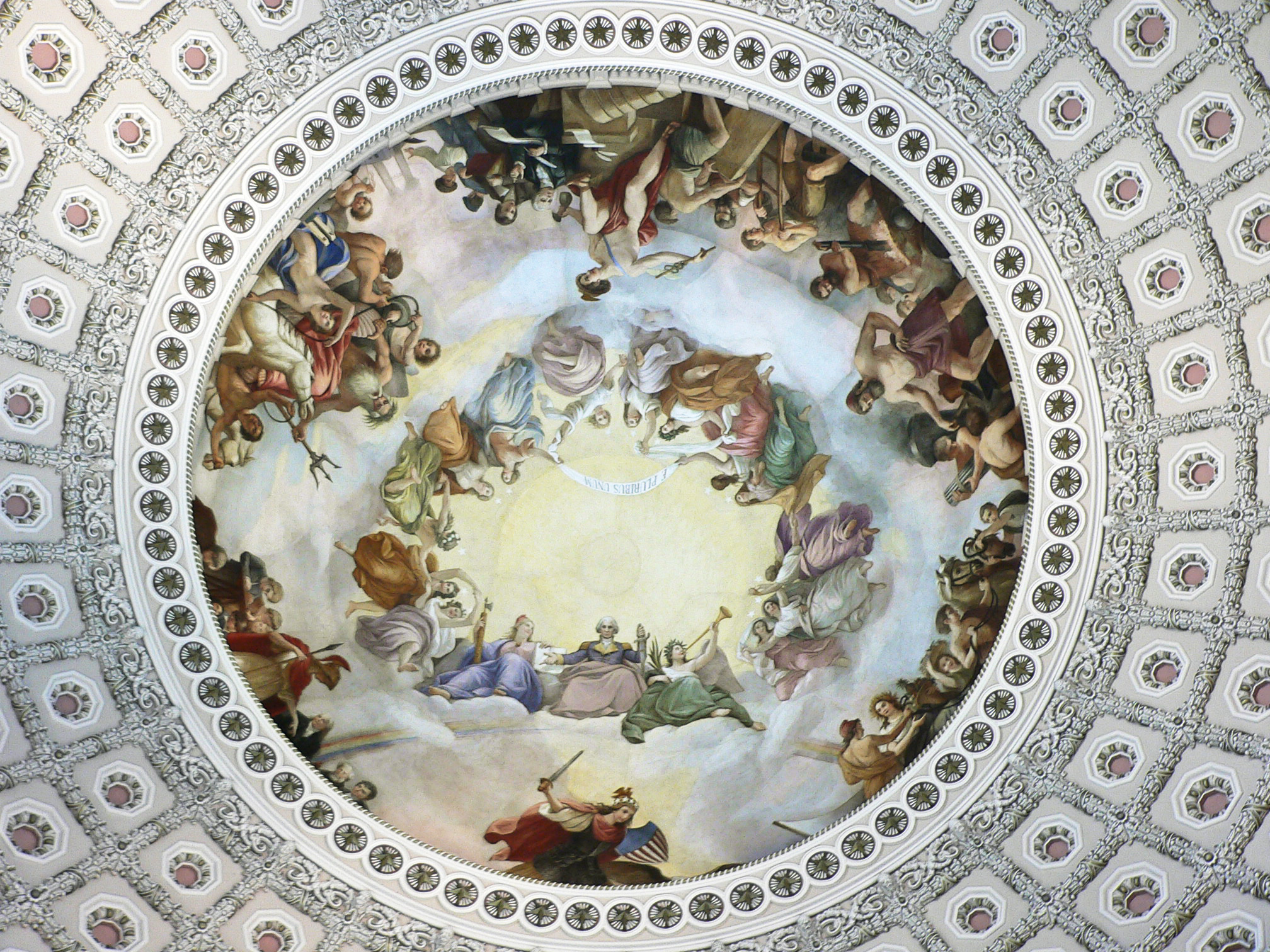
Fresque de la coupole : l’Apothéose de Washington, par Constantino Brumidi

#### Peintures
Le Capitole est un haut-lieu de l’histoire de l’art américain. Les peintures murales de l’artiste italo-grec-américain Constantino Brumidi (1805-1880) comptent parmi les œuvres les plus remarquables. On les trouve dans les couloirs du premier étage dans l’aile du Sénat. Ce lieu, connu sous le nom de Brumidi Corridors représente les grands moments et personnages de l’histoire américaine. Les principales figures sont celles de Benjamin Franklin, de l’inventeur John Fitch ou encore de Robert Fulton. L’achat de la Louisiane est également peint aux côtés de la flore et de la faune du pays. Brumidi a laissé des espaces vides pour pouvoir compléter ultérieurement cette galerie avec d’autres événements : l’épopée du Spirit of Saint Louis, le premier atterrissage sur la Lune et l’équipage de la navette Challenger ont ainsi été ajoutés après la mort de l’artiste.
Brumidi réalisa également plusieurs peintures qui ornent la rotonde centrale. La fresque représentant l’apothéose de George Washington est visible à travers l’oculus situé à l’intérieur du dôme. Elle fut terminée en 11 mois et le peintre travailla à 55 mètres au-dessus du sol. Washington est entouré de 13 jeunes filles à l’intérieur d’un cercle intérieur ; le second cercle entoure des divinités gréco-romaines. Brumidi est à l’origine de la frise qui court le long de la base du dôme (Frieze of American History). Elle représente une succession de grands évènements de l’histoire américaine, distribués dans l’ordre chronologique, de la découverte de l’Amérique par Christophe Colomb en 1492, au vol des frères Wright à Kitty Hawk en 1903. Commencée en 1878, cette frise ne fut terminée qu’en 1953. Quatre peintres différents ont participé à son élaboration : Constantino Brumidi, Filippo Costaggini, Charles Ayer Whipple et Allyn Cox.
La rotonde abrite encore huit autres peintures sur le thème de l’histoire américaine. Celles qui sont à l’est représentent des épisodes de l’époque coloniale : le baptême de Pocahontas par John Gadsby Chapman, l’embarquement des Pères pèlerins par Robert W. Weir, la découverte du Mississippi par William Henry Powell et l’arrivée de Christophe Colomb par John Vanderlyn. Sur le côté ouest sont exposés des œuvres de John Trumbull sur la Révolution américaine : la Déclaration d’Indépendance, la reddition de John Burgoyne, la reddition de Lord Cornwallis et le général George Washington renonçant à sa charge.

#### Statues

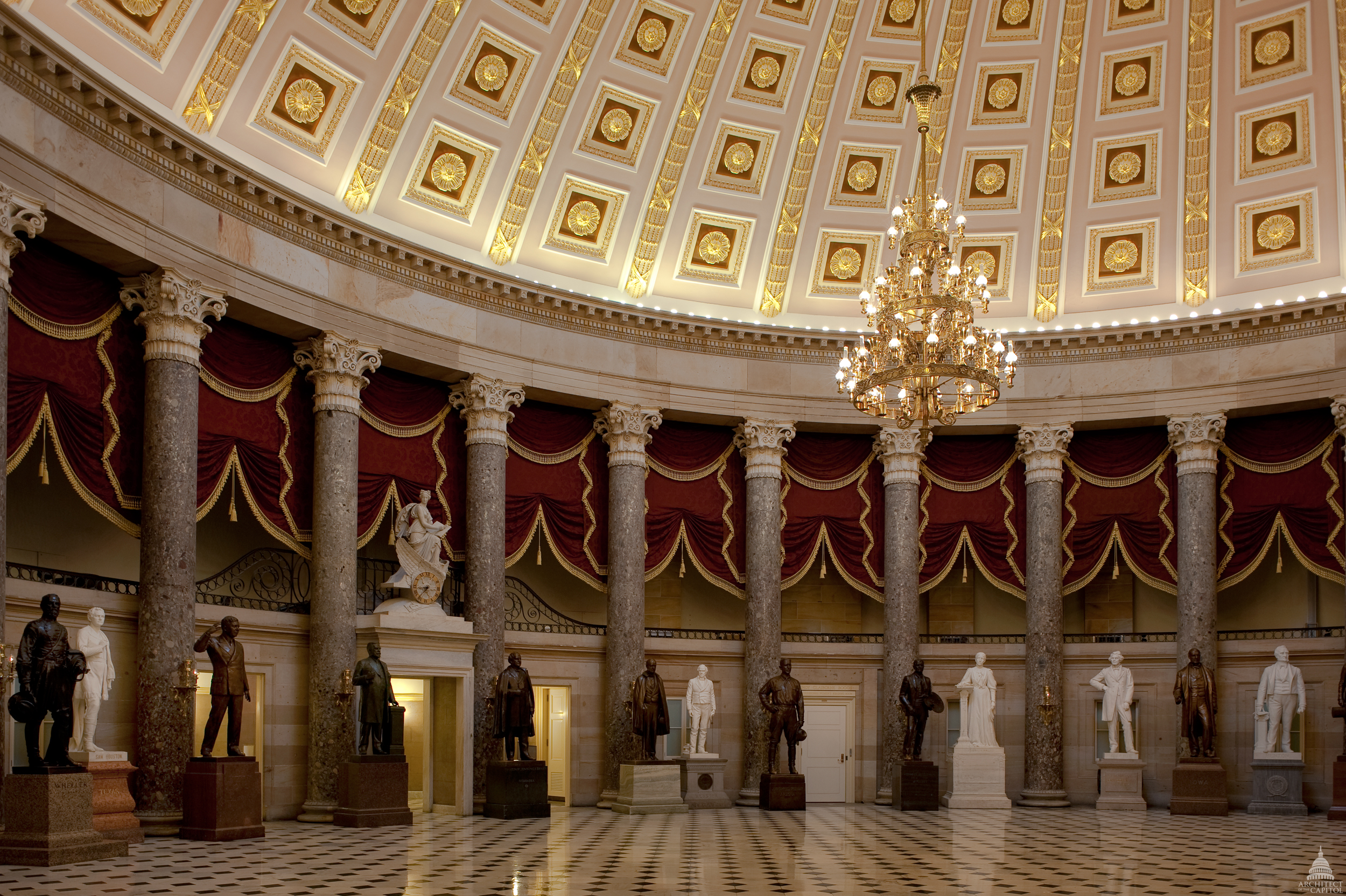
National Statuary Hall Collection.

Le Capitole abrite enfin une collection de statues dans le Hall of Columns. Cette galerie longue de 30 mètres est située au premier étage de l'aile des représentants. Son nom vient des 28 colonnes en marbre blanc qui soutiennent un plafond en fonte.
Construite au milieu du XIXe siècle par Thomas U. Walter, la pièce abrite la National Statuary Hall Collection décidée par une loi de 1864. Elle comprend deux œuvres données par chacun des 50 États pour honorer des personnages ayant joué un rôle important dans leur histoire. Ainsi, l’État d’Hawaï est représenté par une statue en bronze du roi Kamehameha (1959) et une autre du Père Damien, le symbole de la lutte contre la lèpre. La centième et dernière acquisition de la collection est une statue de Popé, l’Amérindien qui dirigea la révolte des Pueblos contre l’occupation espagnole en 1680. Elle fut donnée par l’État du Nouveau-Mexique le 22 septembre 2005. Un Français y figure, il s'agit de Robert-Joseph Pothier, un célèbre jurisconsulte du XVIIIe siècle.

### Autres lieux

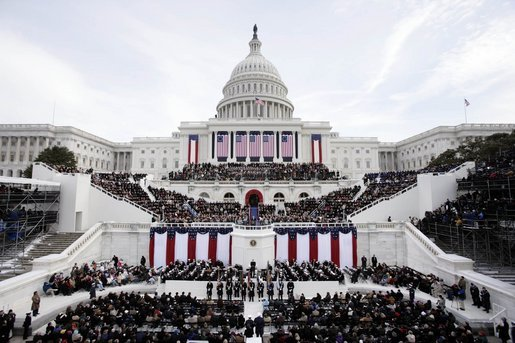
Seconde investiture de George W. Bush en janvier 2005.

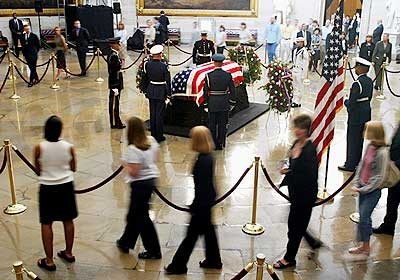
Le cercueil de Ronald Reagan, exposé dans la rotonde, en 2004.

Une crypte a été aménagée sous la rotonde pour accueillir la dépouille du premier président américain George Washington ; mais ses dernières volontés furent respectées et il fut inhumé sur son domaine de Mount Vernon. La crypte sert aujourd’hui de lieu d’exposition sur l’histoire de Capitole. Une étoile incrustée dans le sol marque le point où Washington D.C. est divisée en quatre secteurs.
Les corps des présidents décédés sont exposés dans la rotonde pour leur dernier hommage public. Le tombeau prévu pour George Washington contient aujourd’hui un catafalque.
Dans les sous-sol du Capitole se trouvent deux baignoires en marbre qui constituent les restes des bains du Sénat. Ces derniers, qui offraient également les services d’un barbier et de massage, avaient été aménagés pour les membres du Congrès et leurs invités à une époque où peu de bâtiments possédaient une plomberie moderne.
L’escalier menant à la façade occidentale compte 365 marches. Toutes les pièces du Capitole portent soit la lettre « S » (pour « Sénat », situé au nord de la rotonde), soit la lettre « H » (pour « House », c’est-à-dire la Chambre des représentants, située au sud de la rotonde).

## Principaux événements
Le Capitole de Washington, D.C. ainsi que les jardins qui l'entourent sont le lieu de nombreux événements importants dans la vie politique américaine : 
- L'Inauguration Day, jour où le président des États-Unis et le vice-président prêtent serment et prennent leurs fonctions. La prestation de serment se fait sur les marches du Capitole.
- Le Jour de l'Indépendance
- Le concert du Memorial Day
- Les hommages de la nation aux grands hommes décédés : 
  - le sénateur Henry Clay fut le premier en 1852 ;
  - le président Abraham Lincoln (1865)
  - le représentant Thaddeus Stevens (1868)
  - le président James Garfield (1881)
  - le président William McKinley (1901)
  - le président Warren Harding (1923)
  - le président William Howard Taft (1930)
  - le président John F. Kennedy (1963)
  - le général Douglas MacArthur (1964)
  - le président Herbert Hoover (1964)
  - le président Dwight Eisenhower (1969)
  - le sénateur Everett Dirksen (1969)
  - le directeur du FBI J. Edgar Hoover (1972)
  - le président Lyndon Johnson (1973)
  - le vice-président Hubert Humphrey (1978)
  - le représentant Claude Pepper (en) (1989)
  - le président Ronald Reagan (2004)
  - le président Gerald Ford (2006)
  - le président George H. W. Bush (2018)
  - le sénateur John McCain
  - la juge Ruth Bader Ginsburg (2020)
- autres : 
  - l'architecte de Washington, Pierre Charles L'Enfant, en 1909.
  - les officiers de la police du Capitole, Jacob Chestnut et John Gibson (1998), morts pendant la fusillade du Capitole
  - l'icône des droits civiques Rosa Parks (2005).

## Sécurité

### Police du Capitole

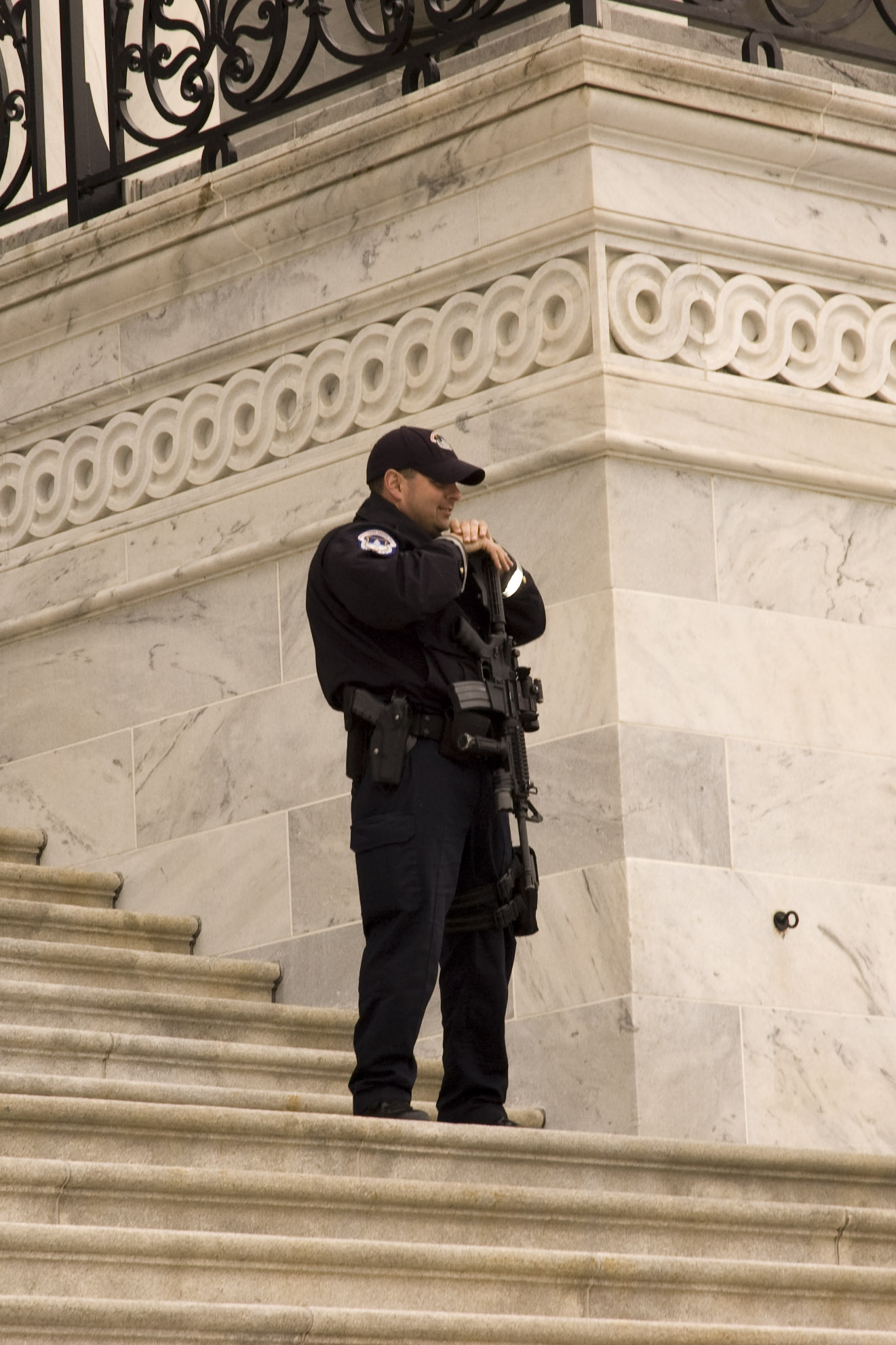
Garde armé sur les marches du Capitole.

La sécurité du Capitole est assurée par la police du Capitole. Cette agence fédérale de police qui comprend 1 700 personnes assure la sécurité du Capitole et de ses environs, d'autres bâtiments du Congrès à Washington DC et la sécurité rapprochée de certains sénateurs ou représentants ainsi que de personnalités invitées par le Congrès.

### Attentats et tentatives
En tant que lieu du pouvoir fédéral, le Capitole fut la cible d’attentats à plusieurs reprises. En 1954, plusieurs nationalistes porto-ricains ouvrent le feu sur les membres du Congrès depuis la galerie des visiteurs. En 1971, une bombe explose dans les sous-sols : l’attentat est revendiqué par un groupuscule appelé the Weather Underground en représailles contre l’engagement américain au Laos. Le 7 novembre 1983, un autre groupe fait exploser une bombe dans le hall situé à côté du bureau du sénateur Robert Byrd. En 1990, trois membres de l’Armed Resistance Unit furent reconnus coupables d’attentats à la bombe en réponse à l’invasion de la Grenade. Le 24 juillet 1998, Russell Eugene Weston Jr. ouvre le feu dans le Capitole, tuant deux officiers de police du Capitole. Ses motivations restent obscures.
Il est possible enfin que le Capitole ait été l’une des cibles des attentats du 11 septembre 2001 : le vol 93 United Airlines, détourné par des pirates de l'air, s’est finalement écrasé dans le comté de Somerset après que les passagers eurent tenté d’en reprendre le contrôle,. Un des responsables désignés des attaques, Khalid Cheikh Mohammed, a précisé que le bâtiment était la cible du 4e avion.
Le 17 février 2012, un immigré marocain vivant illégalement aux États-Unis est arrêté alors qu'il voulait perpétrer un attentat-suicide contre le Capitole.

### Renforcement des mesures de sécurité
Depuis les attentats du 11 septembre, les routes et les jardins du Capitole ont subi d’importants changements pour améliorer la sécurité. Depuis l’automne 2001, le nouveau centre d’accueil des touristes est en cours de construction à l’est du bâtiment. En mars 2007, le coût total des travaux était estimé à 600 millions de dollars.
D’autre part, les forces de police ont installé des points de contrôle afin d’inspecter les véhicules qui circulent autour de la colline du Capitole,. Des barricades peuvent être érigées en cas d’urgence sur l’avenue de la constitution et l’avenue de l’indépendance. Les camions sont interdits. Les rues moins importantes sont interdites à la circulation sans permission.

### Great Sled Uprising
Une tradition populaire de luge et plus largement de jeux de neige sur la colline (front ouest) du Capitole existe, nonobstant les règlements qui ont essayé de l'interdire. Une interdiction notoire de faire du traîneau sur les pentes du Capitole remontrait à 1876, mais elle n'a été régulièrement appliquée qu'après les attentats du 11 septembre 2001. Cette interdiction de faire de la luge a fait l'objet d'une polémique en février 2015, lorsqu'une kyrielle d'enfants du quartier furent chassés par la police du Capitole, probablement à la demande de Hal Rogers ou de Thad Cochran, tous deux républicains, qui nièrent pourtant cette affirmation. Une tempête, début mars 2015 (en) fit sortir une foule de familles du quartier de Capitol Hill, qui décidèrent de faire de la luge au mépris ouvert de l'interdiction, et passèrent plusieurs heures à glisser sur le front ouest enneigé, à la vue de la police du Capitole, qui renonça à interpeller les individus présents. Le « grand soulèvement des traîneaux » (le « Great Sled Uprising » comme le rapporta la presse) convainquit les dirigeants du Congrès de réécrire les règles régissant le campus du Capitole (en),. Les droits des lugeurs figurent désormais dans la branche législative de l'Appropriations bill (en) de la Commission des crédits (en), à la section « Capitol police », « Use of grounds ». Cette tradition hivernale est compromise par le climat sécuritaire qui suit l'assaut du Capitole par des partisans de Donald Trump.

### Invasion du 6 janvier 2021
Le 6 janvier 2021, des partisans du président sortant Donald Trump, incités par les discours et les messages de ce dernier, manifestent devant le Capitole avec la volonté de contester la victoire de Joe Biden, lors de la réunion du Congrès qui doit ratifier l'élection présidentielle. La manifestation tourne à l'émeute lorsque la foule pénètre de force à l'intérieur du bâtiment. Le débat en cours est interrompu et les représentants sont évacués dans les sous-sols. Les émeutiers envahissent les Chambres et les bureaux des représentants lors de ce qui est qualifié de « sédition » par le président-élu Joe Biden et de « tentative de coup d'État » et d'« insurrection » par plusieurs élus démocrates et les médias américains.
Des membres de la Garde nationale et du FBI sont déployés afin de rétablir l'ordre. Les débats reprennent après quatre heures d'interruption et l'élection du 46e président américain est ratifiée par le vice-président sortant Mike Pence à 3 h 42 heure locale. Au moins 52 personnes sont arrêtées, dont 26 à l'intérieur du bâtiment. Cinq personnes, dont un policier, trouvent la mort lors de cet événement.

### Attaque visant des policiers le 2 avril 2021
Un jeune homme a précipité sa voiture sur des policiers du Capitole. Après avoir tué un agent et blessé un autre, la voiture a heurté une barrière. Le conducteur, sortant de son véhicule un couteau à la main et se dirigeant vers les agents, a été abattu. L'enquête est en cours mais le suspect était un adepte de Nation of Islam, un mouvement suprémaciste noir.

## Visite

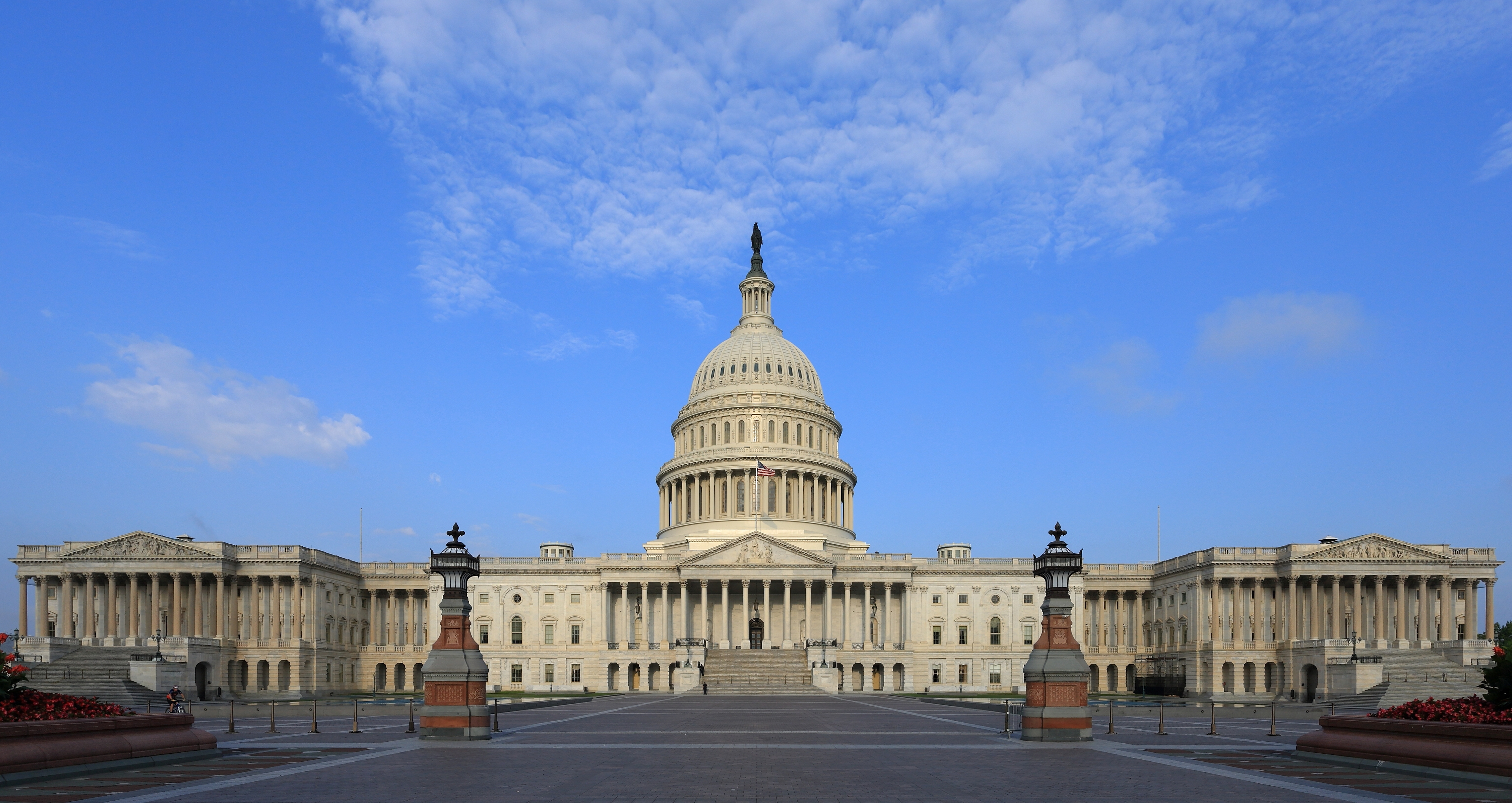
Façade est.

Le Capitole est ouvert aux visiteurs du lundi au samedi la plupart de l'année, y compris pendant les jours fériés fédéraux. L'entrée peut se faire par trois accès : les visites guidées commencent au kiosque situé au sud-ouest des jardins ; il est possible de visiter sur l'invitation d'un membre du Congrès. La galerie des visiteurs de la Chambre des représentants est ouverte de 9h00 à 16h00 du lundi au vendredi pendant les sessions parlementaires.
Achevé début novembre 2008, le Capitol Visitor Center (CVC) a ouvert le 2 décembre de la même année, date anniversaire de l'érection de la statue de la Liberté sur le dôme du Capitole (2 décembre 1863). Il consiste en une grande construction souterraine du côté de la façade Est du Capitole, sur trois étages, dominée par une grande verrière. Ce centre sert de point d'entrée pour les 4000 touristes qui visitent le bâtiment chaque jour, facilitant et sécurisant la visite. Il a permis également d'offrir une extension pour le travail des membres du Congrès avec des salles de réunions et de conférences supplémentaires ainsi qu'un auditorium de 450 places, disponible lorsque l'une des deux chambres ne le sera pas. Sa construction a coûté 621 millions de dollars.

## Le Capitole dans la culture
Le dôme du Capitole apparaît dans de nombreuses séries télévisées américaines : dans le générique de NCIS : Enquêtes spéciales, il est associé au drapeau américain comme symbole de Washington. Dans Dead Zone, il est détruit par le souffle d'une bombe nucléaire dans les visions du héros John Smith. Il est au cœur de l'intrigue de Designated Survivor, où il est détruit par un attentat. Il apparaît en ruines dans le générique de la série The Man in the High Castle.
Le Capitole est également un des principaux lieux de la série américaine House of Cards avec Kevin Spacey. Il est le principal lieu de l'action dans Monsieur Smith au Sénat (1939) et La blonde contre-attaque (2003). Dans L'Âge de cristal (1976), il est abandonné et en partie couvert par la végétation.
Au cinéma, le Capitole est détruit dans plusieurs films : par les extraterrestres dans Independence Day, des terroristes font croire via des images truquées à la télévision qu'ils le détruisent dans Die Hard 4 : Retour en enfer. Il apparaît dans XXX2 dans la scène finale et le dôme subit de lourds dommages par le tir d'un char militaire.
Le Capitole apparaît également dans le film d'Alfred Hitchcock La Mort aux trousses (1959), on peut le voir à travers la fenêtre du bureau de la CIA. Dans Batman v Superman : L'Aube de la justice (2016), un attentat y a lieu.
En jeux vidéo, il apparaît dans Midtown Madness 3 et en ruine dans Fallout 3 et Call of Duty: Modern Warfare 2ainsi que Tom Clancy's The Division 2. C'est également au Capitole qu'il faut secourir les sénateurs prisonniers des troupes du Consortium dans Act of War: Direct Action[réf. souhaitée].
Le Capitole est largement évoqué dans le roman de Dan Brown, Le Symbole perdu, fiction plantée sur fond de franc-maçonnerie. Notamment certains passages où l'intrigue se déroule à l'intérieur du célèbre bâtiment, jusque dans des passages secrets qu'il recèlerait.
Sur le premier album du groupe Bad Brains figure le Capitole des États-Unis étant frappé par la foudre (faisant référence au fait que le groupe ait été refusé de la plupart des clubs de la ville de Washington).
Le Capitole est incendié dans la bande-dessinée de la série Jour J, Les Fantômes d’Hispaniola (2018).